# Best in Show
Best in Show is een Amerikaanse mockumentary uit 2000 onder regie van Christopher Guest. De film werd genomineerd voor onder meer de Golden Globe voor beste film in de categorie komedie of musical en de Independent Spirit Award voor beste regie. Best in Show kreeg dertien prijzen daadwerkelijk toegekend, waaronder de American Comedy Awards voor grappigste film, grappigste bijrolsepeler (Fred Willard) en grappigste bijrolspeelster (Catherine O'Hara) en de British Comedy Award voor grappigste filmkomedie.

## Verhaal
De eigenaren van vijf honden nemen met hun dieren deel aan een hondenshow in Philadelphia.

## Rolverdeling
| Acteur               | Personage                     |
| -------------------- | ----------------------------- |
| Jay Brazeau          | Dr. Chuck Nelken              |
| Parker Posey         | Meg Swan                      |
| Michael Hitchcock    | Hamilton Swan                 |
| Catherine O'Hara     | Cookie Fleck                  |
| Eugene Levy          | Gerry Fleck                   |
| Bob Balaban          | Dr. Theodore W. Millbank, III |
| Will Sasso           | Fishin' Hole Guy              |
| Stephen E. Miller    | Fishin' Hole Guy              |
| Christopher Guest    | Harlan Pepper                 |
| Michael McKean       | Stefan Vanderhoof             |
| John Michael Higgins | Scott Donlan                  |
| Colin Cunningham     | New York Butcher              |
| Patrick Cranshaw     | Leslie Ward Cabot             |
| Jennifer Coolidge    | Sherri Ann Cabot              |
| Jane Lynch           | Christy Cummings              |
| Linda Kash           | Fay Berman                    |
| Larry Miller         | Max Berman                    |
| Ed Begley jr.        | Hotelmanager                  |
| Malcolm Stewart      | Malcolm                       |
| Fred Willard         | Buck Laughlin                 |
| Jim Piddock          | Trevor Beckwith               |